# Dorothy Crowfoot Hodgkin
Dorothy Mary Hodgkin, rojena Crowfoot, OM, FRS, angleška kemičarka, nobelovka, * 12. maj 1910, Kairo, Egipt, † 29. julij 1994, Shipston-on-Stour, grofija Warwickshire, Anglija. Študirala je na Somerville College.
Že v zgodnji mladosti je pokazala zanimanje za kemijo. Dolga leta je izpopolnjevala tehniko rentgenske difrakcije za uporabo pri ugotavljanju strukture bioloških molekul. Z njo je potrdila strukturo penicilina kot jo je napovedal Ernst Boris Chain in kasneje še vitamina B12, za kar je leta 1964 prejela Nobelovo nagrado. Vrhunec kariere je dosegla pet let kasneje, ko je razvozlala kompleksno zgradbo insulina.
Zahvaljujoč njenim odkritjem je postala rentgenska difrakcija uporabna tehnika za ugotavljanje zgradbe mnogih bioloških molekul, vključno z DNK, katere zgradbo so leta 1953 razvozlali Crick, Watson in Wilkins.

## Priznanja in nagrade
- Kraljeva medalja Kraljeve družbe iz Londona 1956.
- Nobelova nagrada za kemijo 1964.
- Copleyjeva medalja Kraljeve družbe 1976.